# Mammoth Hot Springs
Les Mammoth Hot Springs sont un édifice minéral calcaire naturel de type tufière se trouvant dans le parc national de Yellowstone aux États-Unis. Elles sont l'une des principales attractions touristiques de la réserve, après le Old Faithful et le Grand Prismatic Spring.

## Géologie
Les Mammoth Hot Springs sont un grand édifice de travertin, formé pendant plusieurs milliers d'années par les eaux chaudes du Yellowstone, ayant coulé et ayant déposé du carbonate de calcium (plus de deux tonnes d'eau chaudes coulent des Mammoth Hot Springs chaque jour). Lorsque les eaux se refroidissent, elles déposent le carbonate de calcium, qui avec le temps finit par créer des vasques et des plateformes caractéristiques. Des traces d'oxyde de fer passent par le même phénomène, ce qui explique la coloration rougeâtre de certaines terrasses.
Les terrasses Minerva (les terrasses de Minerve) sont la principale attraction du parc.

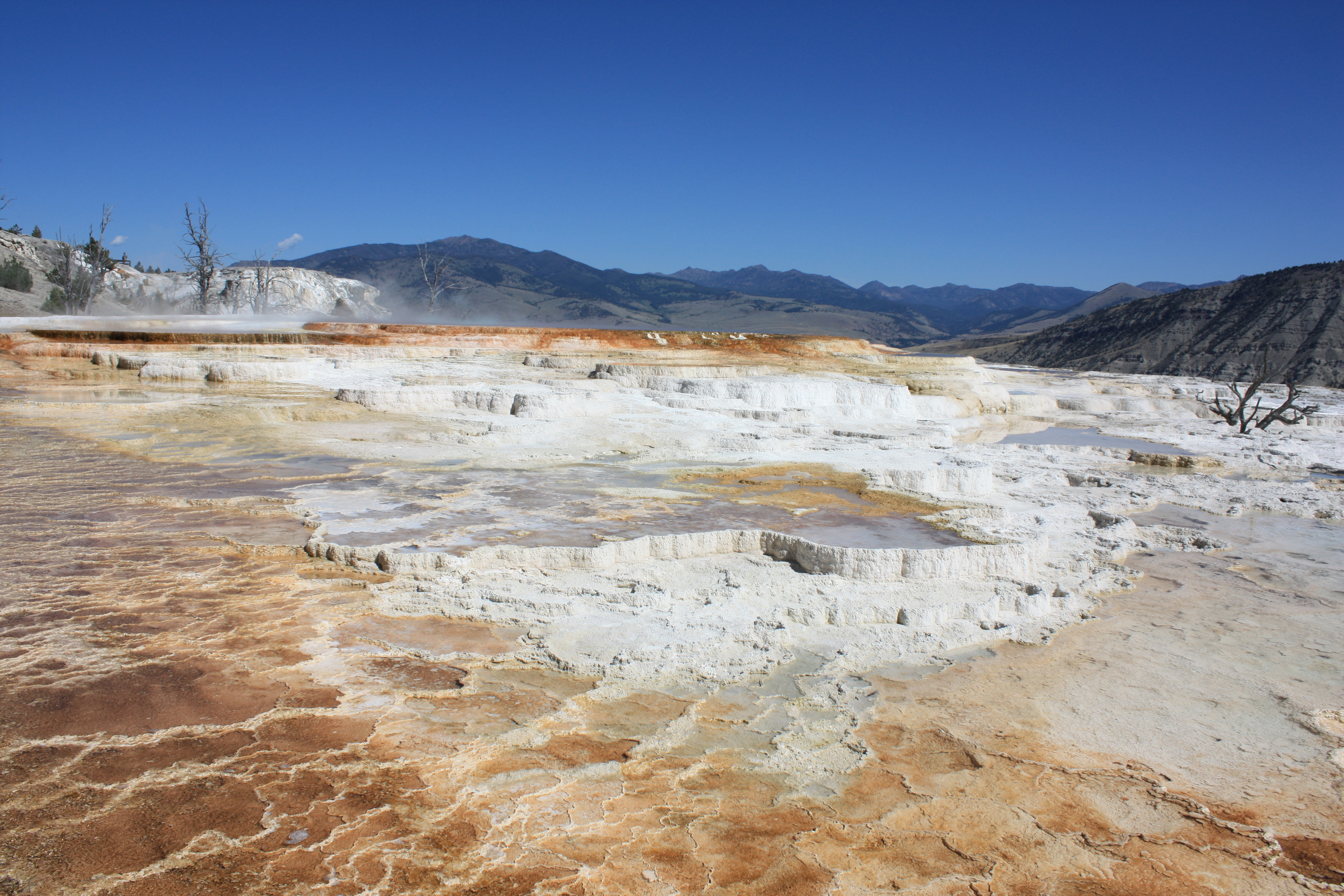
Hot Springs
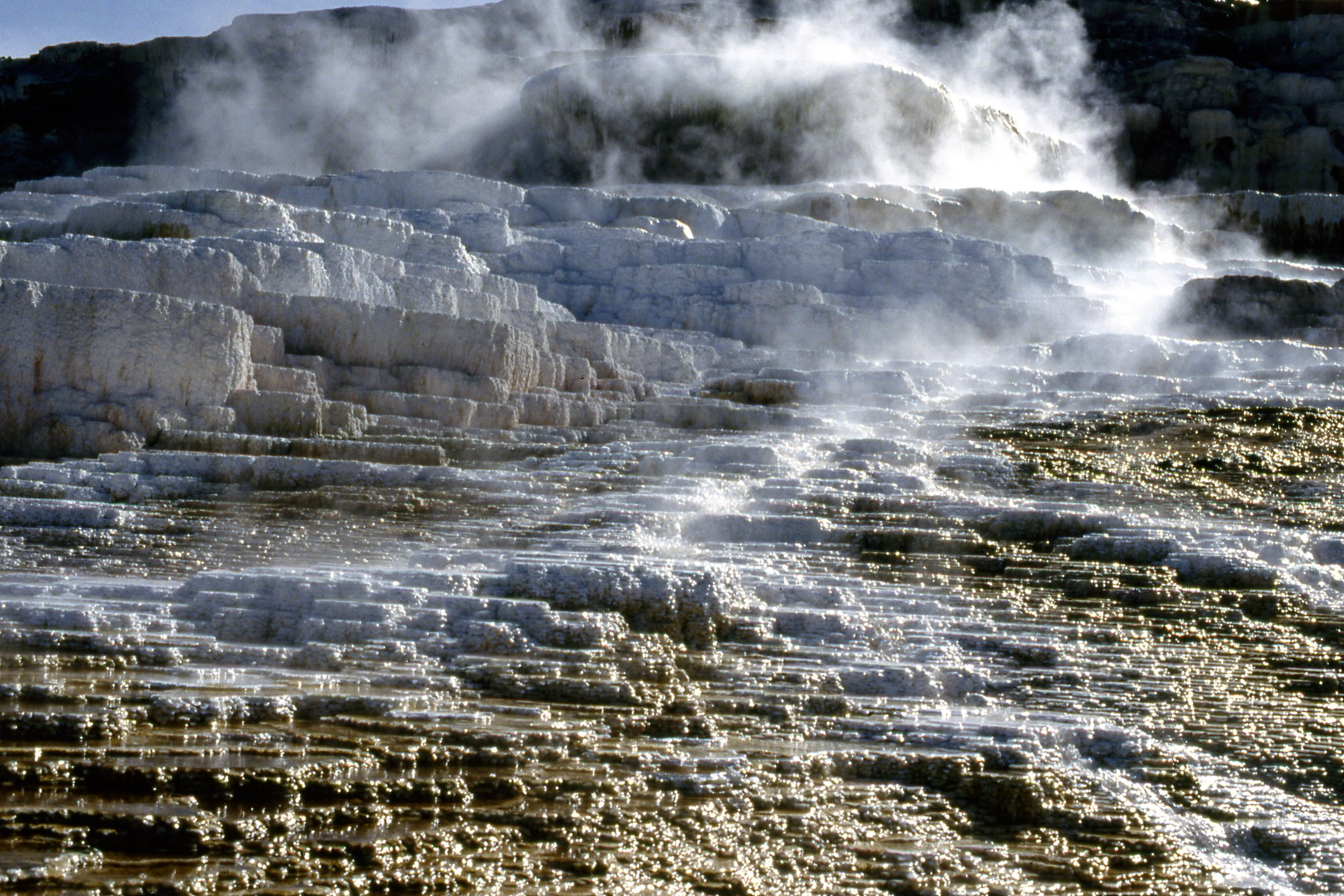
Terrasses en travertin
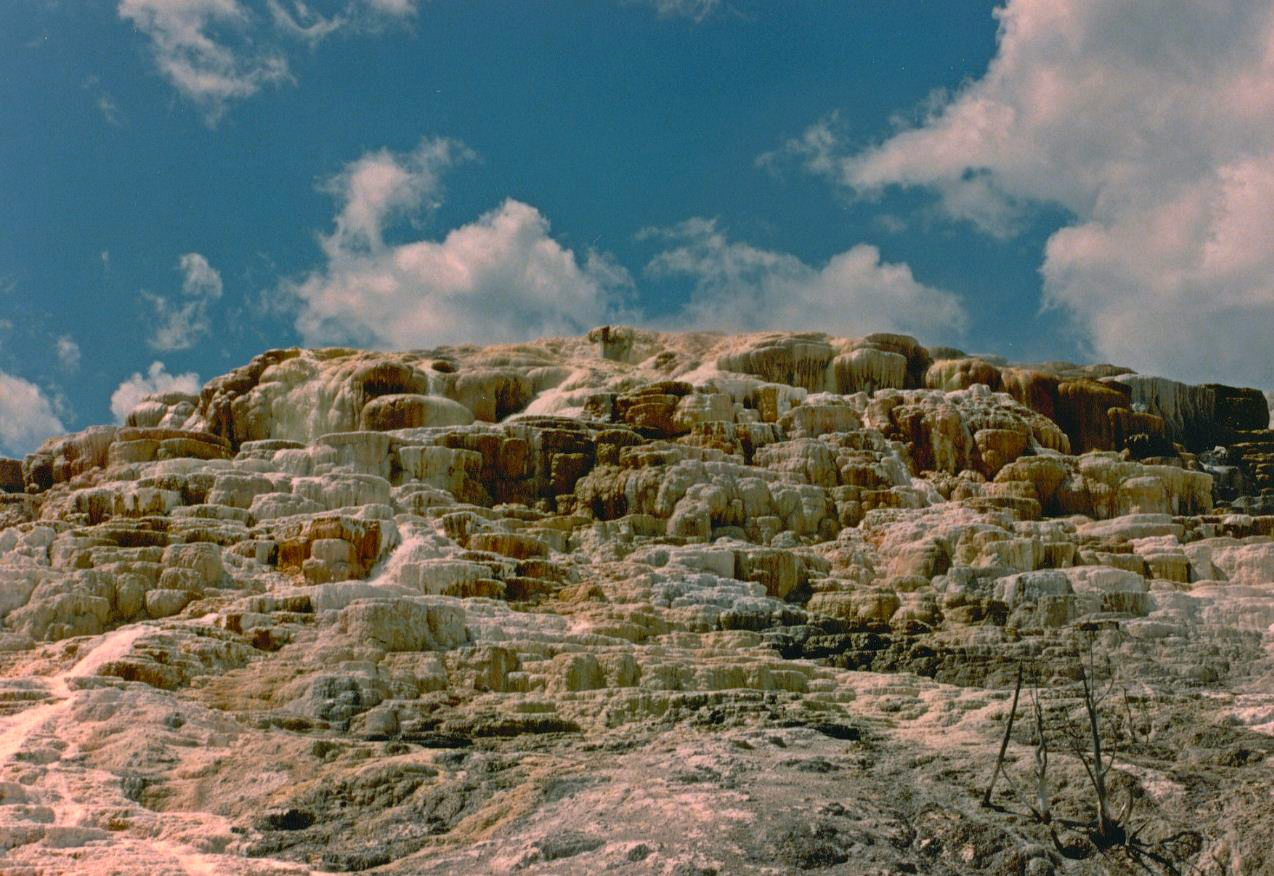
Vue des terrasses Minerva
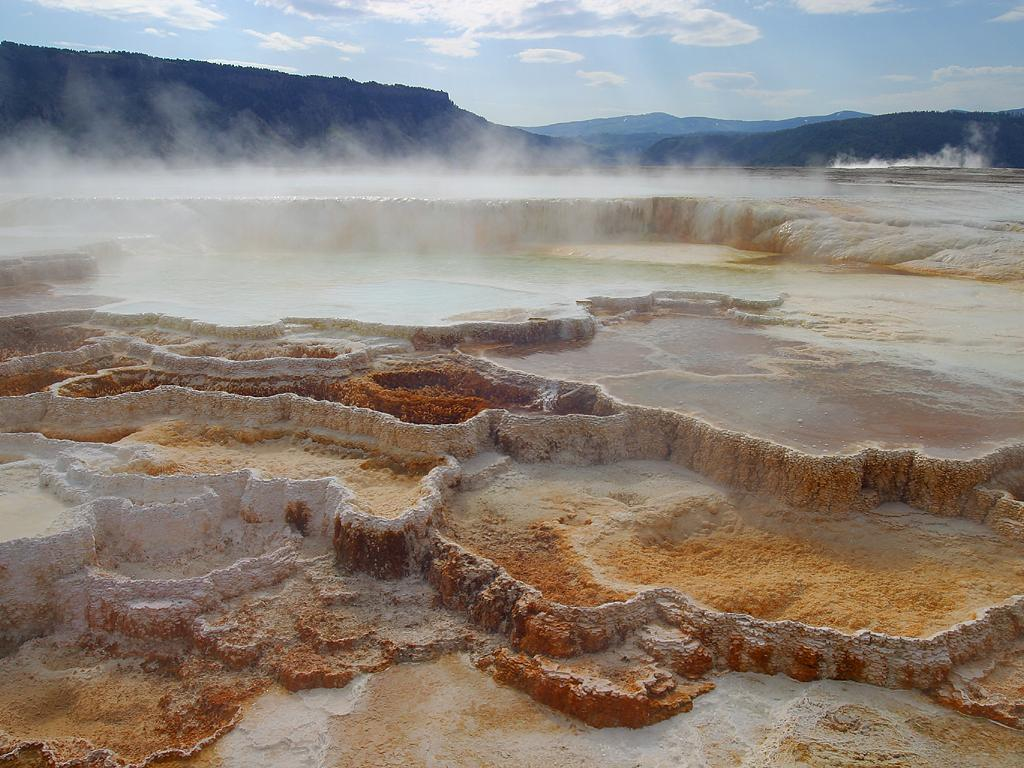
Vasques calcaires des Mammoth Hot Springs
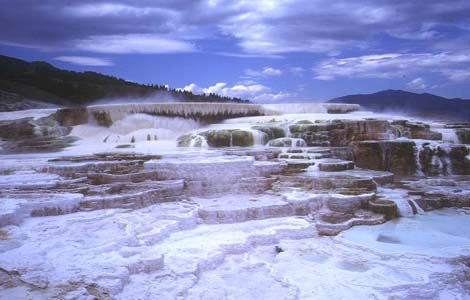
Concrétions et vasques calcaires
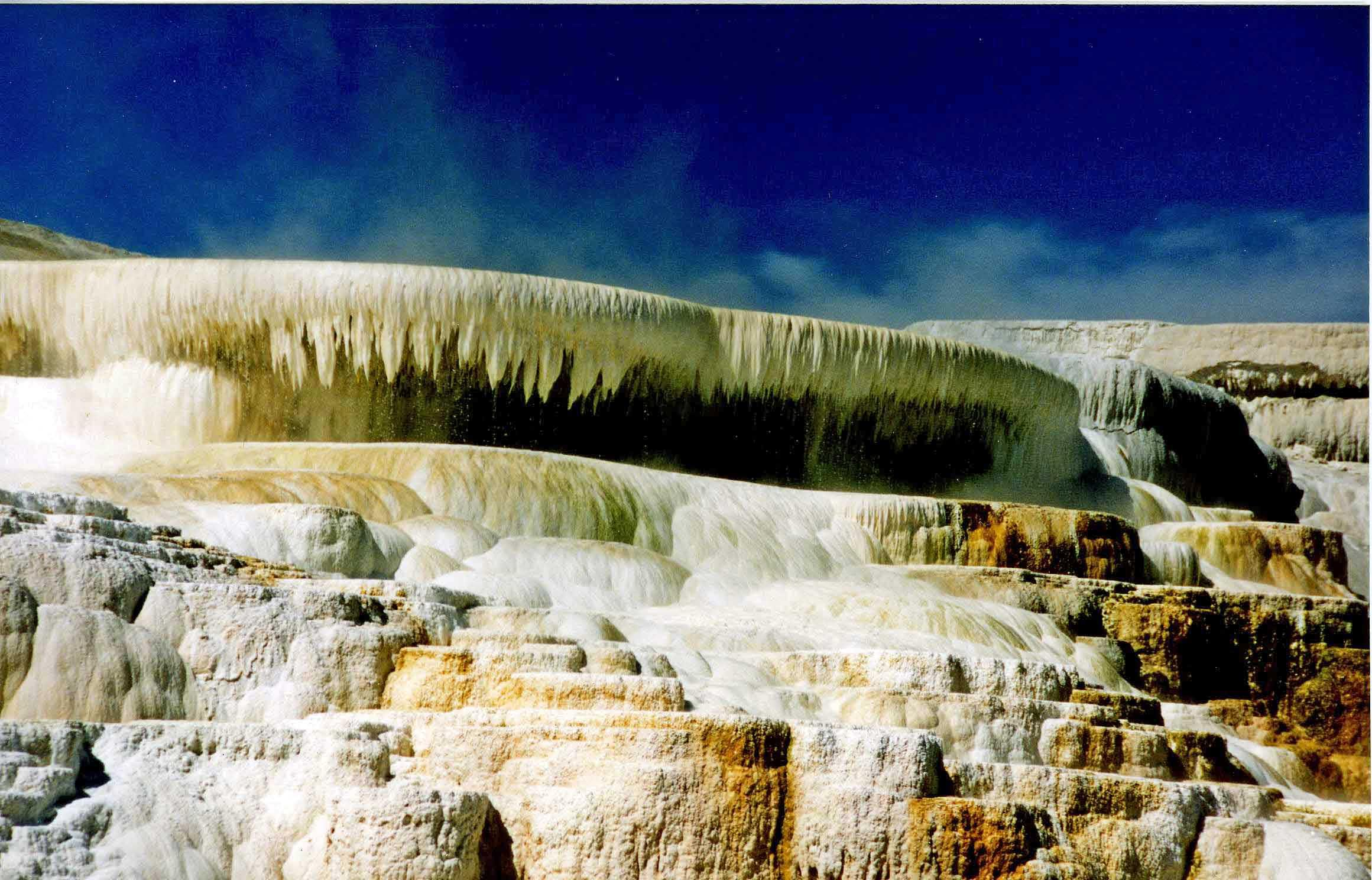
Les Canary Springs en 1995. Notez les formations analogues à celles retrouvées dans les sources des grottes.
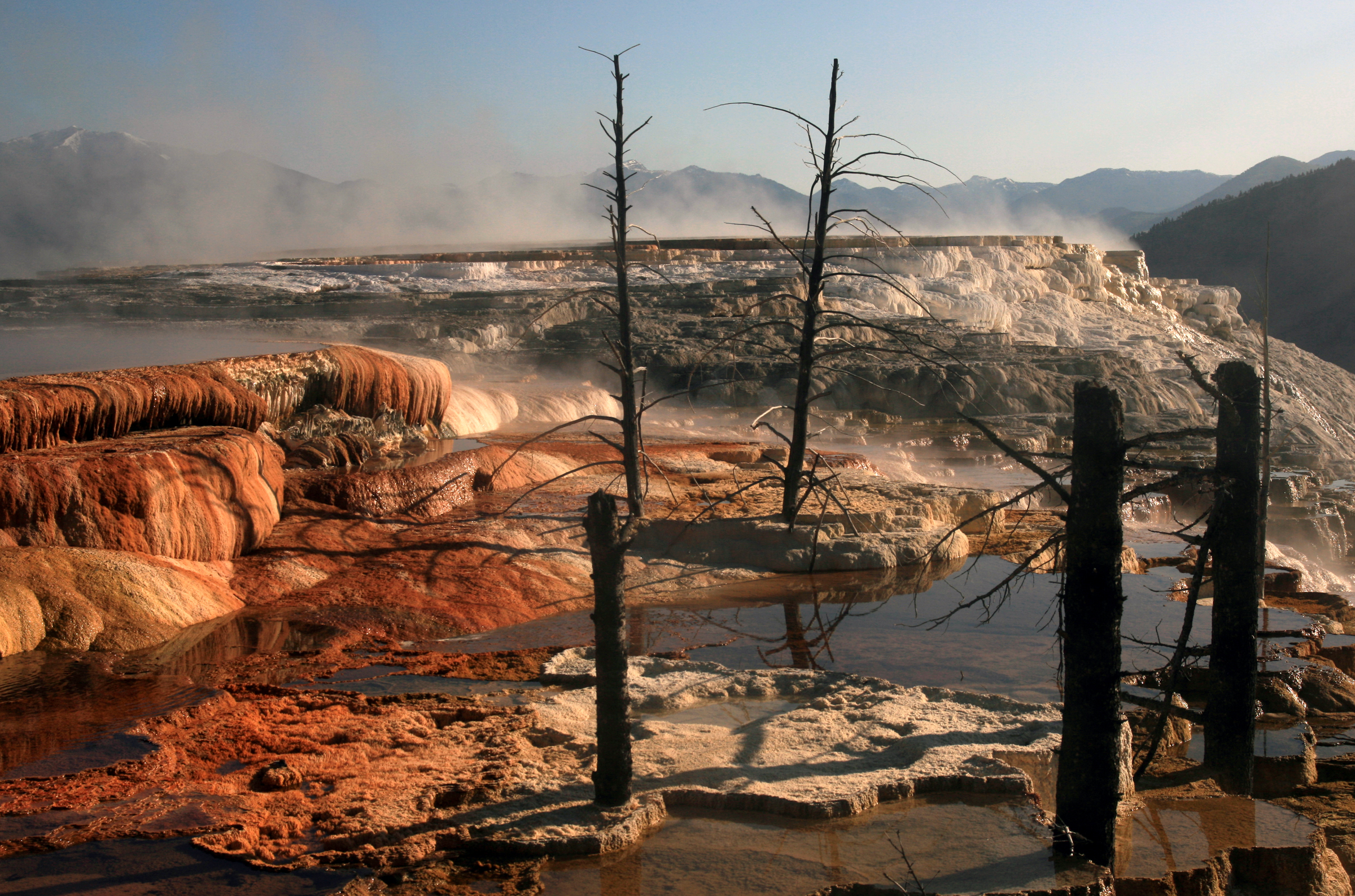
Arbres morts aux Mammoth Hot Springs

## Biologie

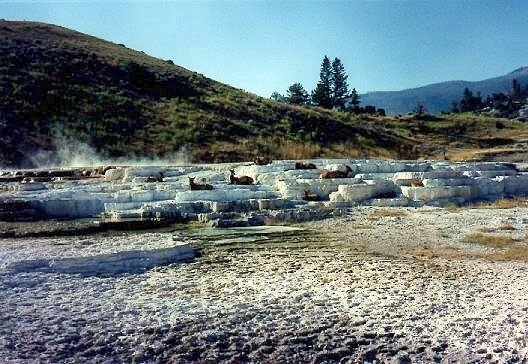
Wapitis se baignant dans les vasques chaudes du Mammoth Hot Springs

Les eaux chaudes de Mammoth Hot Springs ont la particularité d'attirer les wapitis. Une partie des terrasses de cette construction naturelle est moins chaude (environ 45 °C) que les sources chaudes, les fumerolles et les geysers (de 75 °C à 500 °C). Les wapitis y ont établi dans la zone un territoire distinct, y compris pour l'élevage des petits. L'hiver, où les conditions sont relativement rudes, ces derniers se baignent dans les bassins thermaux des terrasses ; une stratégie de survie qui a surpris les biologistes et qui a poussé ces derniers à considérer les Mammoth Hot Springs comme un écosystème à part entière. On retrouve d'ailleurs un tel comportement chez les macaques japonais, si ce n'est que ces derniers ont appris ce geste en copiant l'homme, ce qui n'est pas le cas des wapitis du Yellowstone.
Par ailleurs, ces cervidés ne craignent pas les hommes. Des habitations et des infrastructures ont été construites au sein de leur territoire, sans que ces derniers quittent le lieu; cela pousse les touristes à les approcher sans méfiance, alors que ces animaux sont capables d'attaquer ou du moins effrayer les visiteurs trop curieux, notamment les femelles avec leurs petits. Le parc a été amené à poser des panneaux d'avertissement le long du parcours pour éviter le plus possible de tels accidents.

## Liberty cap

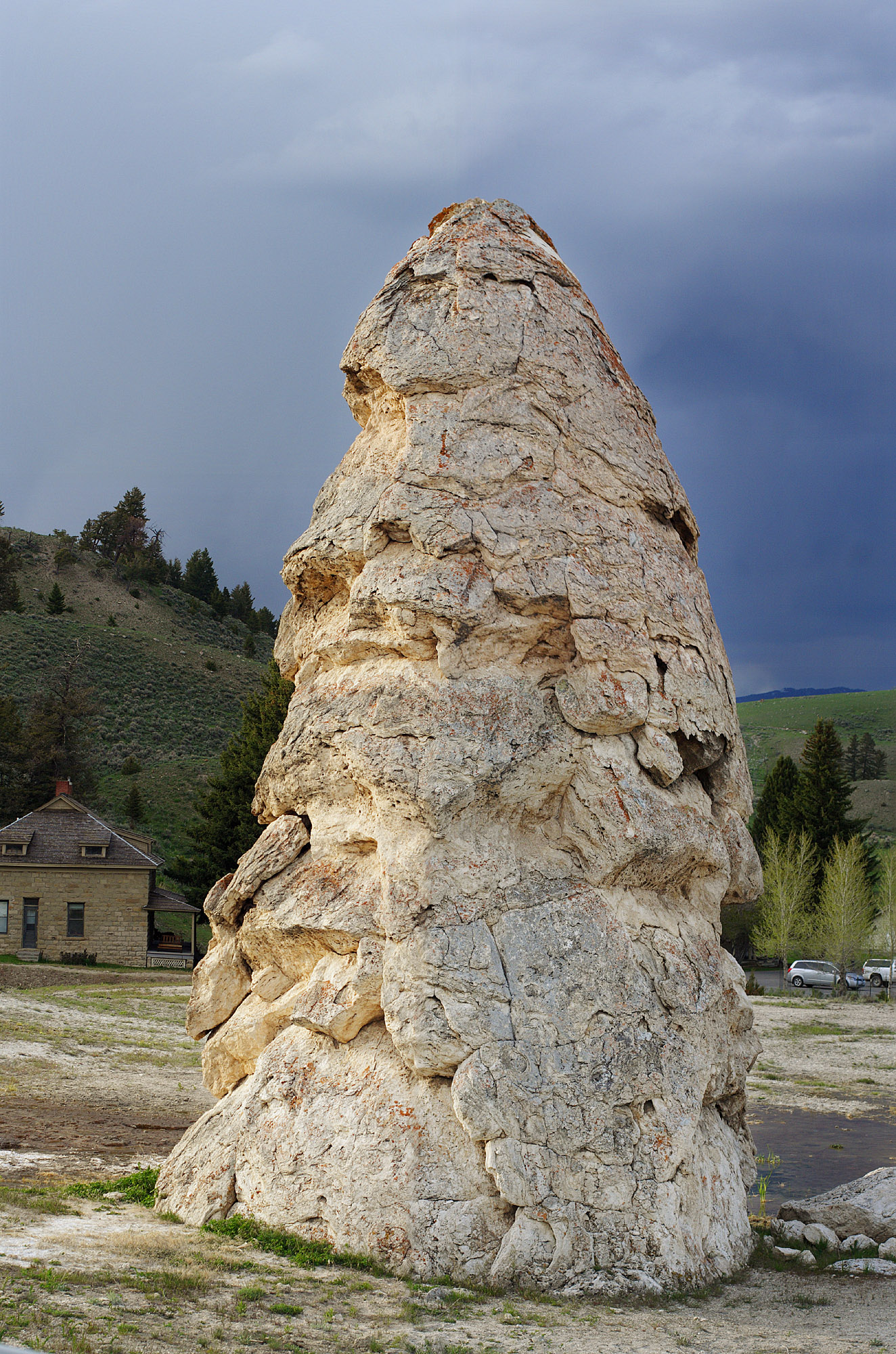
Le Liberty Cap près des Mammoth Hot Springs.

Près des Mammoth Hot Springs se trouve le Liberty Cap, une curieuse formation de pierre en forme conique de 3 mètres de hauteur. Il s'agit en fait du dépôt d'une ancienne source chaude tarie il y a plus d'un siècle. Il n'est d'ailleurs pas exclu que la source ne soit qu'endormie et que l'activité de la formation puisse refaire surface dans un futur proche.